# Arrasate
Pour les articles homonymes, voir Mondragon (homonymie) et Jagoba Arrasate.
Arrasate en basque  (prononcer « Arrachaté ») ou Mondragón en espagnol est une commune du Guipuscoa dans la communauté autonome du Pays basque en Espagne.
Arrasate est le nom basque de l'ancien bourg avant la fondation de Mondragón.
Mondragón est le quartier général central du mouvement coopératif basque Mondragón Corporación Cooperativa et un des principaux centres industriels du Pays basque, ainsi que le siège de l'université de Mondragón.

## Origines du nom

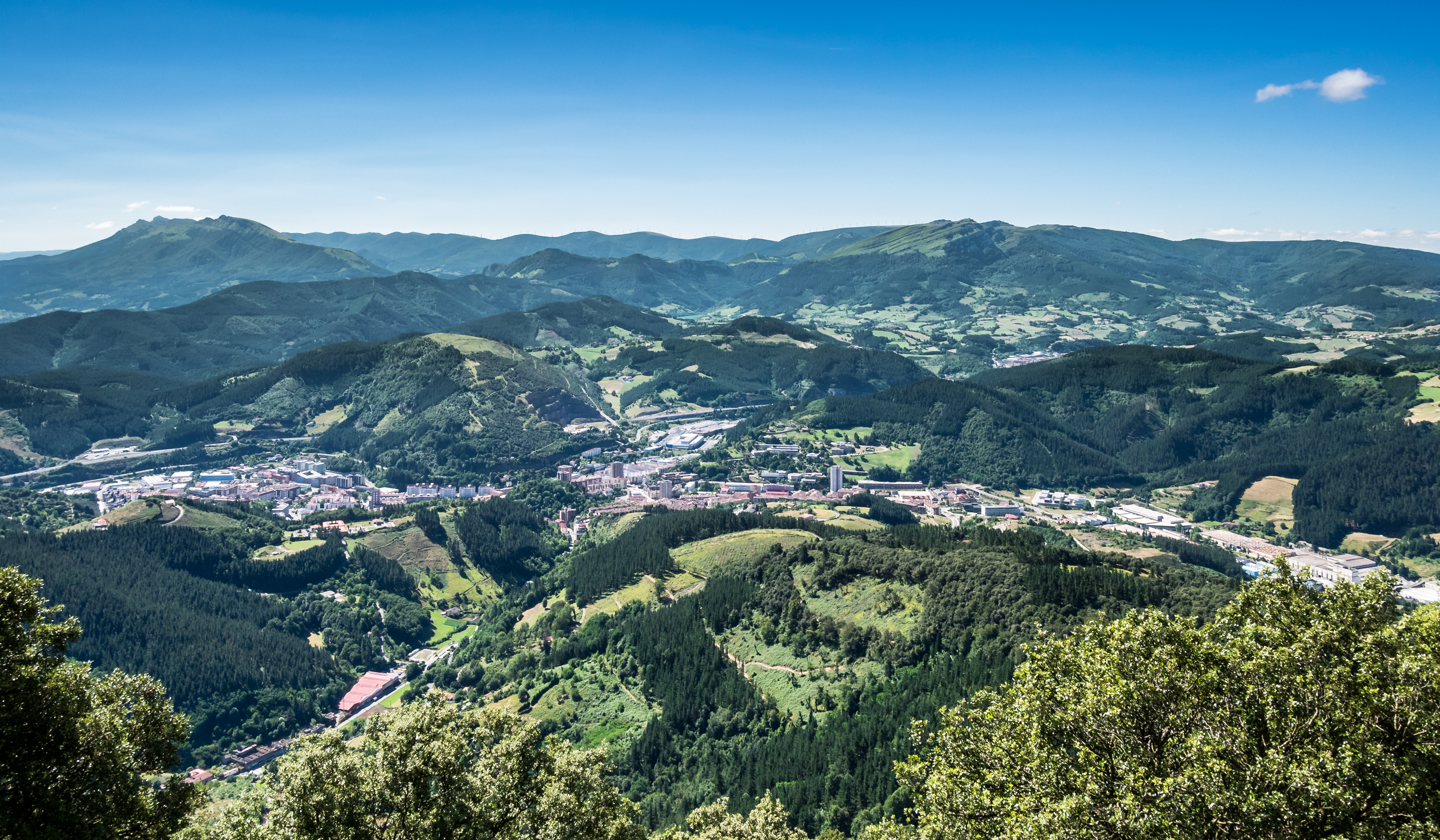
Mondragón depuis Udalaitz.

Le nom officiel actuel de la municipalité est Arrasate ou Mondragón, traduisible en espagnol en Arrasate ou Mondragón. Ce nom de caractère salomonique est issu d'un conflit qui remonte à plusieurs décennies et qui a établi que la municipalité en question s'appelle tant Arrasate que Mondragón, et ce, quelle que soit la langue. Malgré cela, la pratique courante considère Arrasate comme le nom basque de la localité et Mondragón en espagnol et s'utilisent donc ainsi. En basque, on a aussi utilisé Mondragoe.
La ville de Mondragon a été fondée en 1260 par le roi Alphonse X Le Sage à l'endroit où se trouvait une aldea du nom d'Arrasate. On peut lire dans une carte de la ville ceci:

« que avie ante nombre de Arresate a que nos ponemos nombre de Montdragon ».
Il existe une légende très connue qui attribue le nom Mondragón (dérivé de l'original Montdragón) à l'existence ancienne d'un dragon nommé Herensugue qui vivait sur le mont Santa Bárbara et qui terrorisait les habitants d'Arrasate et des environs. Ce dragon fut vaincu par les viticulteurs de la comarque et la ville qui naquit, au pied du mont Santa Barbara reçut en hommage le nom de Mondragon. Les historiens pensent sans aucun doute que ce nom n'est pas issu de cette légende mais qu'elle a été inventée a posteriori pour tenter d'expliquer le nom. Ils pensent également que ce nom évocateur ne fut qu'une occurrence poétique du roi savant.
L'étymologie d'Arrasate n'est pas claire mais elle inclut les mots ate (porte, entrée ou portillon en basque) et arras signifiant fin de journée. Ce pourrait être porte de fin de journée, l'aldea se situant à un endroit où confluent les rivières Deba et Aramaio, et deux routes qui descendaient d'Alava vers la cote.
Tout au long des siècles, le nom officiel de la ville a été uniquement Mondragón bien que ses habitants, parlant le basque, l'appelait Mondragüe (avec l'orthographe basque moderne donnerait Mondragoe). Le fait que le bourg, avant sa constitution en ville, soit nommée Arrasate était connu mais on n'avait pas l'habitude de l'utiliser pour parler de cette ville.
La seconde moitié du XXe siècle, et plus particulièrement après la mort de Franco et le retour de la démocratie dans les années 1970, il se produit un grand mouvement en Pays basque en faveur du basque  et de sa coofficialité. Ce mouvement réclame la récupération des noms basques traditionnels des villes et des villages et leur élévation au statut officiel, statut qu'ils n'avaient pas auparavant.
On propose la récupération primitive du nom de la localité, Arrasate, comme nom basque, à la place de Mondragoe. Le fait que Mondragoe est un dérivé de Mondragón, un nom aux racines romanes claires, pesa dans la décision. La proposition reçut une ample approbation, tant dans la municipalité que dans le reste du pays. L'Académie de la langue basque accepta finalement qu'Arrasate serait la future appellation basque de la ville. Actuellement, Arrasate s'utilise seulement dans le parler basque bien que les gens d'un certain âge continuent d'utiliser le nom de Mondragón.
Au moment d'établir le nom officiel de la municipalité, on opta pour l'officialisation du nom d'Arrasate, aux côtés du nom de Mondragón, mais l'utilisation de la conjonction ou entre plusieurs mots rappelle qu'au fond, ce ne sont pas des variantes linguistiques dudit nom, mais des appellations historiques qui peuvent s'utiliser dans n'importe quel cas, en basque ou en espagnol.

## Quartiers
Hors de la ville, il y a cinq quartiers:
- Bedoña
- Garagartza
- Gesalibar
- Meatzerreka
- Udala

La ville est elle-même divisée en cinq quartiers:
- Erdialdea
- Musakola
- San Andres
- Santa Marina
- Uribarri

## Histoire

### Préhistoire
- La grotte de Labeko Koba a été l'objet de fouilles de sauvegarde en entre 1987 et 1988, en vue de la construction de la voie de contournement d'Arrasate[3]. Son niveau IX date du Châtelperronien[4] (début du Paléolithique supérieur cantabrique)[3], époque à laquelle elle a servi de halte de chasse[5]. Son niveau VII correspond à une habitation du proto-Aurignacien et les niveaux VI, V et IV à de l'Aurignacien antique. Les vestiges archéologiques ont subi des lessivages qui les ont quelque peu détériorés notamment pour l'industrie lithique, ce qui complique la datation de l'ensemble[3]. L'analyse palynologique est également affectée par cette mauvaise conservation[6].
- la grotte de Lezetxiki a été découverte en 1927 et étidiée par José Miguel de Barandiarán Ayerbe de 1958 à 1968.

## Économie

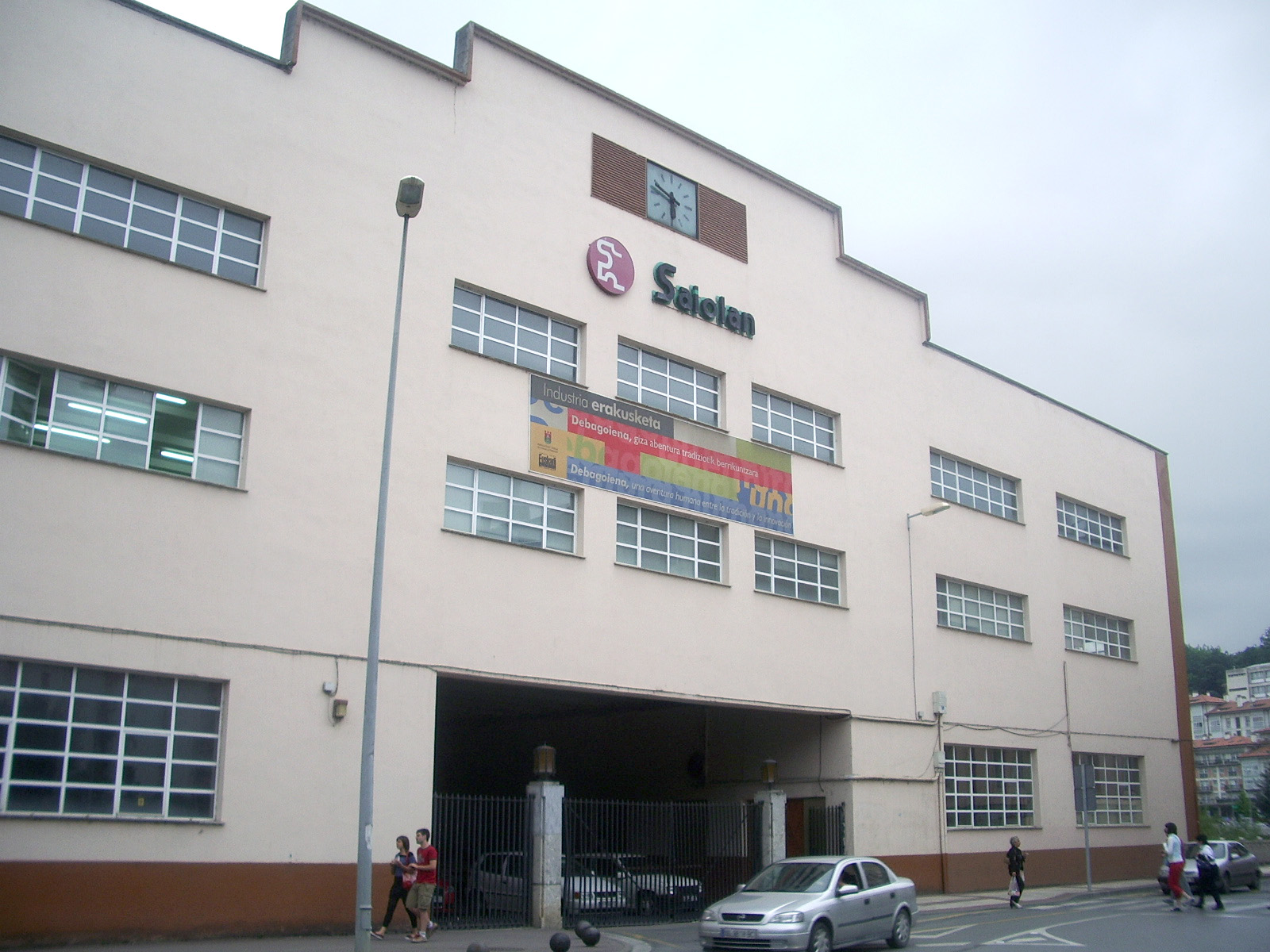
Unión Cerrajera Salolan.

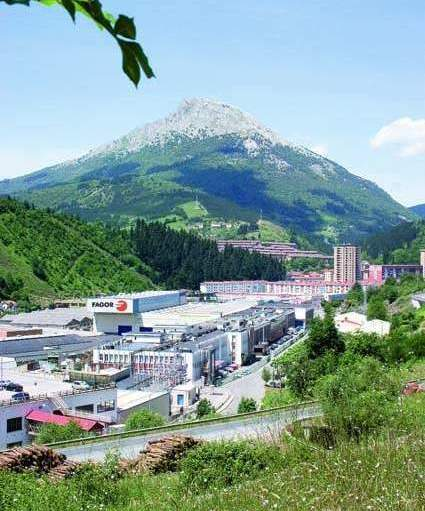
Site de Fagor.

La ville est siège de la Corporation Mondragon, le plus grand groupe coopératif du monde, réunissant 256 entreprises et entités, qui y a été fondé en 1941 par le père José María Arizmendiarrieta.
- Groupe Fagor

## Monuments

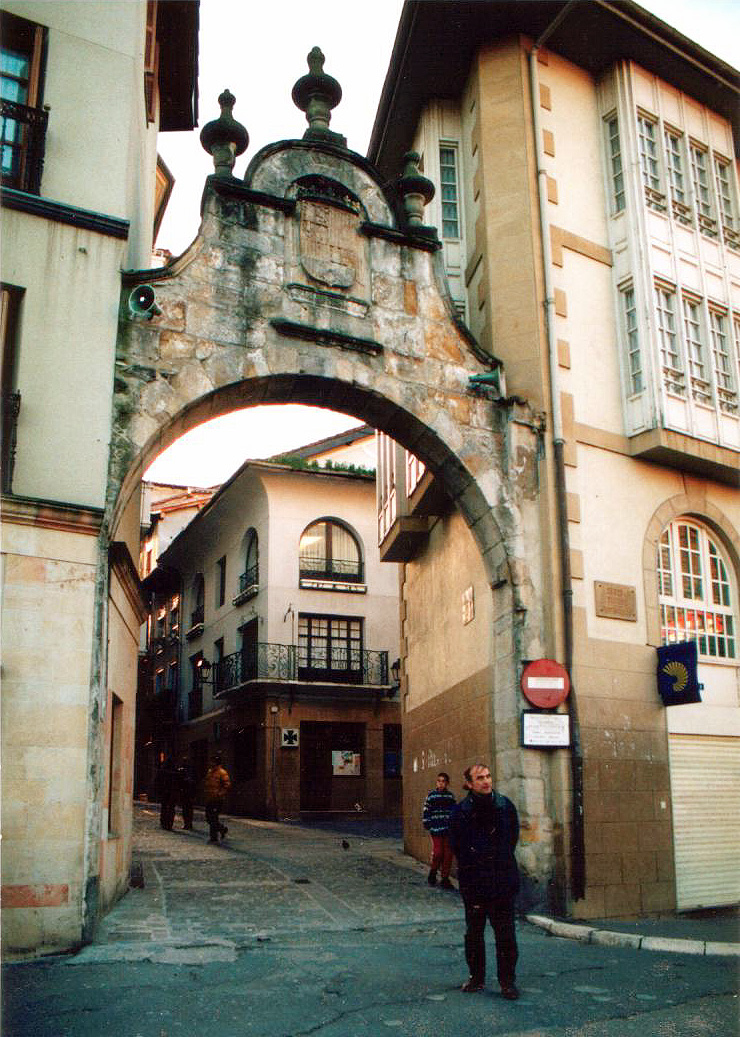
Portail d'Arrasate-Mondragón.

- Hôpital psychiatrique de Santa Águeda

## Personnalités liées à la commune

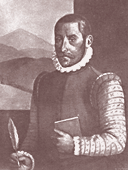
Esteban Garibai

- Miguel Ruiz de Otalora (?-1575), consultant juriste et membre de la cour de Philippe II d'Espagne.
- Esteban de Garibay (1533-1599), historien et chroniqueur de Philippe II.
- José de Garro (1623-1703), militaire et politique qui eut diverses charges de gouverneur en Amérique et en Espagne.
- Pedro de Viteri y Arana (1833-1908), philanthrope.
- Juan Arana, connu comme Loramendi (1907-1933), poète.
- Clara Ezcurra (1896-1936), religieuse, béatifiée comme martyre de la guerre civile.
- Seber Altube (1879-1962), musicien, philologue, philosophe et écrivain.
- José María Arizmendiarrieta (1915-1976), pètre et fondateur de la Mondragón Corporación Cooperativa.
- Ángel María Arregui (1926-1967), footballeur qui joua au Real Jaén.
- Domingo Iturbe Abasolo (1943-1987), dirigent d'ETA.
- Jon Manteca, connu comme « El Cojo Manteca » (1967-1996), icône médiatique contreculturel de la décennie 1980.
- Juan Arzamendi (1927-2004), musicien.
- Isaías Carrasco (1967-2008), ex-conseiller du PSE-PSOE. Assassiné par ETA 2 jours avant les élections générales du 9 mars.
- Ignacio Cortabarría Abarrategui (1950), footballeur international.
- Luis María López Rekarte (1962), footballeur international.
- Jorge Fernández (1971), modèle, acteur et présentateur de télévision.
- Aitor López Rekarte (1975), footballeur international.
- Iván Velasco (1980), cycliste.
- Mikel González (1985), footballeur.

- Le groupe Punk « RIP » est aussi originaire de Mondragón.

## Jumelages
- Santa Fe, Argentine

### Sources
- (es) Cet article est partiellement ou en totalité issu de l’article de Wikipédia en espagnol intitulé « Mondragón » (voir la liste des auteurs).